# Касаткин, Сергей Александрович
Серге́й Алекса́ндрович Каса́ткин (Серге́й Кре́четов) (1860—1920) — русский поэт-сатирик, юморист конца XIX — начала XX веков.

## Биография
Родился 17 января 1860 года. В 1877 году окончил Московский лицей цесаревича Николая, затем Московский университет. Был членом Калужского окружного суда,  товарищем председателя Петроградского окружного суда.
Стихи печатал в «Будильнике», «Стрекозе», «Ниве», «Русских ведомостях», «Новом времени», «Русском обозрении» и других периодических изданиях.
Издал два сборника стихов: «Шалости пера» (1892) под псевдонимом Сергей Кречетов, и Omnia vincit amor («Всё побеждает любовь», 1900) под собственной фамилией.